# Silliman University

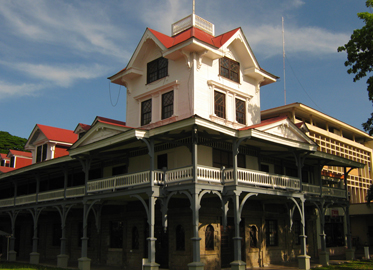
Silliman Hall, bygg 1903, är ett landmärke i Dumaguete City och ett exempel på tidig amerikansk arkitektur som man finner i många av universitetsbyggnaderna.

Silliman University är en protestantisk institution för högre utbildning i Dumaguete City i provinsen Negros Oriental på Filippinerna. Det var den första skola på öarna som inte var knuten till Romersk-katolska kyrkan.
Silliman University grundades 28 augusti 1901, och är det äldsta amerikanska universitetet i Asien. Det blev etablerat av Silliman Institute av amerikanska presbyterianer som missionerade på Filippinerna. Namnet kommer från en rik amerikan från New York som finansierade projektet; dr. Horace Brinsmade Silliman, en aktiv presbyterian.